# Saljut 6 EO-3
Saljut 6 EO-3 war die Bezeichnung für den dritten Langzeitaufenthalt an Bord der sowjetischen Raumstation Saljut 6. Die beiden Kosmonauten starteten mit Sojus 32 und kehrten mit Sojus 34 zur Erde zurück.

## Besatzung
- Wladimir Afanassjewitsch Ljachow, Kommandant
- Waleri Wiktorowitsch Rjumin, Bordingenieur

Als Hauptmannschaft wurde mit Ljachow und Rjumin die Reservemannschaft der vorigen Langzeitbesatzung nominiert. Für Ljachow war es der erste Raumflug, während Rjumin zuvor erfolglos beim ersten Kopplungsversuch an Saljut 6 teilgenommen hatte. Sein Flug mit Sojus 25 im Oktober 1977 musste vorzeitig beendet werden.
Die Ersatzmannschaft bestand aus Leonid Popow und Walentin Lebedew, die Unterstützungsmannschaft aus Wjatscheslaw Sudow und Boris Andrejew.

## Zustand der Raumstation
Saljut 6 befand sich seit 17 Monaten im All und war zuvor von zwei Langzeitmannschaften und vier Besuchsmannschaften angeflogen worden, wobei die zweite Besatzung über vier Monate an Bord geblieben war. Kurz vor dem Ende dieser Mission waren Defekte an den Tanks und Treibstoffleitungen festgestellt worden, die nun von der dritten Mannschaft repariert werden sollten.

## Missionsverlauf

### Start und Kopplung
Sojus 32 startete am 25. Februar 1979 mit Ljachow und Rjumin an Bord. Die beiden Kosmonauten koppelten am Tag darauf am vorderen Kopplungsstutzen von Saljut 6 an und stiegen in die Raumstation um, die knapp vier Monate unbemannt geblieben war.

### Progress 5 und Reparatur
Die erste Ankopplung während der dritten Mission erfolgte am 14. März um 07:19:21 UTC durch das Frachtraumschiff Progress 5. Am nächsten Tag begann die Reparatur des Tank- und Leitungssystems, wobei die Tanks des Progress-Frachters als Zwischenlager für den Treibstoff verwendet wurden.
Rjumin und Ljachow konnten den defekten Tank wieder abdichten. Sieben Tage blieb der Tank dem Vakuum ausgesetzt, damit alle Inhaltsreste verdampfen konnten. Tank und Leitungssystem wurden mehrfach mit Stickstoff gespült.
Am 3. April dockte Progress 5 ab und verglühte zwei Tage später wie geplant in der Erdatmosphäre. Der freie Kopplungsstutzen wurde für das nächste Raumschiff benötigt.

### Kopplungsversuch von Sojus 33
Sojus 33 startete am 10. April 1979. Kommandant des Raumschiffes war  Nikolai Rukawischnikow bei seinem dritten Raumflug. Mit an Bord war Georgi Iwanow, der erste bulgarische Kosmonaut.
Der geplante Austausch der Sojus-Raumschiffe schlug jedoch fehl, denn Sojus 33 gelang die Kopplung aufgrund eines Triebwerksausfalls nicht. Rukawischnikow und Iwanow mussten schon nach zwei Tagen wieder zur Erde zurückkehren.
Für Rukawischnikow war es nach Sojus 10 im April 1971 das zweite Mal, dass ihm der Aufenthalt in einer Raumstation verwehrt blieb. Rjumin hatte die gleiche Situation schon im Oktober 1977 mit Sojus 25 erlebt. Dazwischen waren mit Sojus 15 und Sojus 23 zwei weitere Kopplungsversuche mit Raumstationen misslungen.
Damit stand Ljachow und Rjumin nun nur das Raumschiff Sojus 32 für die Rückkehr zur Verfügung, und dessen geplante Einsatzdauer lief Ende Mai ab. Zudem bestand die Befürchtung, dass ein ähnlicher Triebwerksfehler wie bei Sojus 33 auch bei Sojus 32 bestehen könnte. Wenn es nicht gelang, den beiden Kosmonauten ein frisches Raumschiff zu schicken, müsste ihre Mission vorzeitig abgebrochen werden.

### Progress 6
Zunächst stand jedoch ein weiterer Versorgungsflug mit einem unbemannten Frachter an. Progress 6 koppelte am 15. Mai um 06:19:22 an den hinteren Kopplungsstutzen an. Es blieb dort bis zum 8. Juni, um Platz für ein neues Rettungsboot zu machen. Zwei Tage zuvor war das unbemannte Raumschiff Sojus 34 gestartet.

### Das Rettungsboot Sojus 34
Nur 12 Stunden nach dem Abkoppeln von Progress 6 koppelte Sojus 34 an den hinteren Kopplungsstutzen von Saljut 6 an. Somit waren Rjumin und Ljachow wieder mit einem betriebsbereiten Rettungsboot versehen.
Sojus 32, das am vorderen Kopplungsstutzen lag, wurde mit Forschungsergebnissen und defekten Saljut-Geräten beladen. Am 13. Juni wurde das Raumschiff von der Raumstation abgetrennt. Die Bodenstation zündete die Bremsraketen ferngesteuert, aber im Gegensatz zu den Progress-Frachtern sollte das Raumschiff nicht in der Erdatmosphäre verglühen, sondern weich in der Sowjetunion landen, was auch gelang. Es war das erste Mal, dass ein Raumschiff, das bemannt gestartet war, unbemannt wieder auf der Erde landete.
Am 14. Juni 1979 begaben sich Ljachow und Rjumin in das Raumschiff Sojus 34 am hinteren Kopplungsstutzen und setzten es an den vorderen um, wobei die Raumstation vor dem wartenden Raumschiff gedreht wurde. Dies war das erste Mal, dass Raumfahrer im Weltall ein Raumschiff flogen, das unbemannt gestartet war.
Das nächste Versorgungsschiff, Progress 7, koppelte am 30. Juni 1979 um 11:18:22 an. An Bord war außer Treibstoff und Versorgungsgütern auch das Radioteleskop KRT-10, das in Einzelteilen angeliefert wurde.
Rjumin und Ljachow hatten KRT-10 noch nicht vollständig gesehen, weil die Tests zum Zeitpunkt ihres Starts noch nicht abgeschlossen waren. In den nächsten Tagen setzten die beiden Kosmonauten das Radioteleskop zusammen und montierten es am hinteren Kopplungsstutzen, an dem noch Progress 7 lag.
Am 18. Juli koppelte Progress 7 ab. Eine Fernsehkamera an Bord des Frachters übertrug, wie sich die Antenne auf ihre volle Größe von 10 Metern Durchmesser entfaltete. Wie üblich wurde der Progress-Transporter danach gezielt zum Absturz gebracht.

### Ausstieg
Für den 9. August war geplant, die KRT-10-Antenne, die am hinteren Kopplungsstutzen montiert war, abzustoßen. Dieses Manöver misslang jedoch, und auch durch ruckartige Bewegungen der Raumstation konnte man die Antenne nicht abschütteln.
Dadurch war der Kopplungsstutzen für weitere Progress-Schiffe blockiert, außerdem konnten die Saljut-Triebwerke nicht mehr dafür verwendet werden, die Umlaufbahn anzuheben. Damit schien das Schicksal der Raumstation besiegelt. Die Besatzung und die Flugleitung einigten sich jedoch darauf, bei einem Weltraumausstieg zu versuchen, die Antenne von der Saljut zu lösen.
Am 15. August verließen Ljachow und Rjumin die Saljut. Rjumin begab sich entlang der Außenseite der Station nach hinten. Er bemerkte, dass die Antenne die Isolation der Station teilweise beschädigt hatte. Nachdem er einige Kabel durchschnitten hatte, pendelte die Antenne hin und her und drohte ihn zu streifen. Rjumin konnte die Antenne jedoch vollständig losschneiden und mit einem Stab von der Station fortstoßen.
Danach inspizierte Rjumin das Äußere der Station. Die Isolation hatte an manchen Stellen ihre Farbe verloren oder war sogar abgebrochen. Rjumin entnahm einige Teile, die inzwischen fast zwei Jahre den Weltraumbedingungen ausgesetzt waren und barg den Mikrometeoritendetektor.

### Rückkehr
Einige Tage später, am 19. August 1979, begaben sich Ljachow und Rjumin in ihr Raumschiff Sojus 34 und koppelten um 09:07 UTC ab. Die Bremszündung erfolgte um 11:39:32, die Landung in der Steppe von Kasachstan um 12:29:26.

## Bedeutung für das Saljut-Programm
Auch die dritte Mission an Bord der Raumstation Saljut 6 kann als Erfolg gewertet werden. Wieder war ein neuer Langzeitrekord aufgestellt worden: mit 175 Tagen hatten Ljachow und Rjumin die 139 Tage ihrer Vorgänger Kowaljonok und Iwantschenkow klar überboten. Durch seinen Kurzflug mit Sojus 25 war Rjumin mit 177 Tagen sogar alleiniger Rekordhalter für die längste Gesamtzeit im All.
Unzufrieden musste man natürlich mit der Mission von Sojus 33 sein. Durch die Probleme am Antrieb des Raumschiffes konnte das sowjetisch-bulgarische Forschungsprogramm nicht durchgeführt werden. Immerhin führte dieser Fehler zu zwei Erstleistungen: die unbemannte Landung eines Raumschiffes, das bemannt gestartet war, und die bemannte Landung eines Raumschiffs, das unbemannt gestartet war.
Für die Raumstation Saljut 6 stand nun eine längere unbemannte Phase an, bevor knapp acht Monate später die vierte Langzeitbesatzung an Bord gehen würde. Dennoch wurde die Station zweimal unbemannt angeflogen: vom 19. Dezember 1979 bis zum 23. März 1980 war das erste Exemplar des neuen Sojus-Raumschifftyps, Sojus T-1 angekoppelt, ab dem 29. März 1980 lag der Transporter Progress 8 am hinteren Port.
Das US-amerikanische Raumfahrtprogramm der NASA befand sich immer noch in der Pause zwischen dem Apollo-Programm und dem Space Shuttle. Die Entwicklung des Space Shuttles hatte sich immer mehr verzögert. Ursprünglich sollte einer der ersten Flüge zur Raumstation Skylab gehen, doch dessen Bahnhöhe hatte sich schneller als erwartet verringert. Skylab stürzte am 11. Juli 1979 ab, ohne dass es noch einmal angeflogen worden war.